# José Moñino y Redondo de Floridablanca
Don José Moñino y Redondo, comte de Floridablanca (en espagnol José Moñino y Redondo, conde de Floridablanca), né à Murcie le 21 octobre 1728, mort à Séville le 30 décembre 1808), est un homme politique et diplomate espagnol.

## Biographie
D'abord ambassadeur près de la cour de Rome en 1772, il s'efforça d'obtenir du pape Clément XIV la suppression de l'ordre des Jésuites.
Il fut aussi le secrétaire d'État (équivalent de « premier ministre ») de Charles III d'Espagne à partir de 1777, puis de Charles IV d'Espagne, à partir de 1788.
Le comte de Floridablanca appartenait à la franc-maçonnerie. Il gouverna selon les principes du despotisme éclairé, mais ne sut pas associer l'opinion publique à ses réformes.
Il échoua dans une expédition contre Alger et dans l'entreprise de chasser les Britanniques de Gibraltar. En outre, il lance son pays dans une guerre ruineuse contre la Grande-Bretagne (1779/1783) en prenant parti pour les États-Unis.
Le 18 juillet 1790, à Aranjuez, il est victime d'un attentat mais survit au coup de poignard que lui assène un Français nommé Perret.
Accusé de détournement de fonds, il est disgracié par Charles IV d'Espagne en 1792 et reste trois ans emprisonné à Pampelune.
Il ne reparut qu'en 1808, lors du soulèvement de la péninsule Ibérique contre Napoléon et fut alors élu président de la Junta Suprema Central, mais il mourut la même année.